# Chrysotus minuticornis
Chrysotus minuticornis är en tvåvingeart som beskrevs av Van Duzee 1927. Chrysotus minuticornis ingår i släktet Chrysotus och familjen styltflugor.
Artens utbredningsområde är Puerto Rico. Inga underarter finns listade i Catalogue of Life.